# Ятиня
Ятиня (пол. Jatynia) — село в Польщі, у гміні Боболиці Кошалінського повіту Західнопоморського воєводства.
Населення — 45 осіб (2011).

## Демографія
Демографічна структура станом на 31 березня 2011 року:
|          | Загалом | Допрацездатний вік | Працездатний вік | Постпрацездатний вік |
| -------- | ------- | ------------------ | ---------------- | -------------------- |
| Чоловіки | 27      | 2                  | 22               | 3                    |
| Жінки    | 18      | 1                  | 10               | 7                    |
| Разом    | 45      | 3                  | 32               | 10                   |